# NGC 4866
NGC 4866 é uma galáxia espiral (S0-a) localizada na direcção da constelação de Virgo. Possui uma declinação de +14° 10' 17" e uma ascensão recta de 12 horas, 59 minutos e 27,0 segundos.
A galáxia NGC 4866 foi descoberta em 14 de Janeiro de 1787 por William Herschel.